# 7 Rings
"7 Rings" (gestileerd in onderkast) is de tweede single van het vijfde studioalbum, Thank U, Next, van de Amerikaanse zangeres Ariana Grande. "7 Rings" verwijst naar de vriendschap die Grande heeft met haar zes vriendinnen. Het nummer werd uitgebracht door Republic Records op 18 januari 2019. Voor "7 Rings" bracht Ariana Grande de single "Thank U, Next" en promotiesingle "Imagine" uit.
De single maakte een succesvol debuut in de Vlaamse Ultratop 50 en de Nederlandse Single Top 100; het kwam in beide hitlijsten meteen binnen in de top 5. In haar thuisland, de Verenigde Staten, kwam Grande binnen op nummer 1, wat haar tweede nummer-1-single werd in de Billboard Hot 100. De single bereikte de nummer-1-positie ook in verschillende andere landen, zoals Australië, Canada, Finland, Nieuw-Zeeland, Zweden en Zwitserland.
De videoclip werd geregisseerd door Hannah Lux Davis. Zij regisseerde eerder al videoclips van Grande, zoals die van "Into You", "Breathin" en "Thank U, Next". De videoclip haalde meteen veel views binnen op YouTube: in 24 uur stond de teller al op meer dan 35 miljoen kijkers.

## Tracklist
| Nr. | Titel   | Duur |
| --- | ------- | ---- |
| 1.  | 7 Rings | 2:58 |

| Nr. | Titel                                | Duur |
| --- | ------------------------------------ | ---- |
| 1.  | 7 Rings (Remix) (featuring 2 Chainz) | 2:58 |

| Nr. | Titel              | Duur |
| --- | ------------------ | ---- |
| 1.  | 7 Rings (Explicit) | 2:58 |
| 2.  | 7 Rings (Edited)   | 2:58 |

## Prijzen en nominaties
| Jaar | Organisatie             | Award                              | Resultaat   | Ref.  |
| ---- | ----------------------- | ---------------------------------- | ----------- | ----- |
| 2019 | Teen Choice Awards      | Choice Liedje: Vrouwelijke Artiest | Genomineerd | [ 5 ] |
| 2019 | MTV Video Music Awards  | Video voor Best Editing            | Genomineerd | [ 6 ] |
| 2019 | MTV Video Music Awards  | Video voor Best Art Direction      | Gewonnen    | [ 6 ] |
| 2019 | MTV Video Music Awards  | Best Power Anthem                  | Genomineerd | [ 7 ] |
| 2019 | MTV Europe Music Awards | Best Song                          | Genomineerd | [ 8 ] |
| 2019 | American Music Awards   | Favorite Music Video               | Genomineerd |       |
| 2020 | Grammy Awards           | Record of the Year                 | Genomineerd | [ 9 ] |
| 2020 | Grammy Awards           | Best Pop Solo Performance          | Genomineerd | [ 9 ] |